# Leczenie zachowawcze
Leczenie zachowawcze – leczenie, które posługuje się odpowiednimi lekami (farmakoterapia) i  nieinwazyjnymi metodami terapeutycznymi w celu opanowania chorób m.in. internistycznych, zakaźnych, skórnych, wenerycznych. Obejmuje m.in. fizykoterapię, fizjoterapię, terapię zajęciową, psychoterapię, rehabilitację i.in. oraz programy edukacyjne dla pacjentów w zakresie stylu życia (dieta, aktywność fizyczna itp.).